# リール宮殿美術館
リール宮殿美術館（リールきゅうでんびじゅつかん、フランス語: Palais des Beaux-Arts de Lille）は、フランス・リールにある市立美術館であり、フランスで有数の大規模の美術館である。

## 概要
19世紀初め、ナポレオン1世の勅令により、美術の普及のため、美術館の建設が命じられた。1801年の指令により、リールを含む15都市が選ばれ、教会やフランス軍の占領地域からの押収品が移送された。画家ルイ・ジョセフ・ワトーが最初に収蔵品を整理し、息子フランソワ・ワトーが1808年から1823年にかけて副キュレーターを務めている。
美術館は1809年に開館し、当初は接収された教会の建物が使用されていたが、その後市の施設に移された。1866年、ジャン＝バティスト・ウィカーのコレクションを集めた「ウィカー美術館」が統合された。現在のベル・エポック風の建物の建築が始まったのは1885年で、当時のリール市長ゲリー・レグランがこれを主導した。建物は1892年に完成した。建築家は、パリ出身のエドゥアール・ベラールとフェルナン・エティエンヌ＝シャルル・デルマである。リール市中心部のレピュブリク広場に位置する。
1990年代に改修工事が行われ、1997年に再オープンした。これによって、地下に700平方メートルのスペースが新たに生まれ、特別展や、レリーフ、19世紀彫刻の展示などに用いられている。
美術館全体の面積は22,000平方メートル、2015年現在の収蔵作品数は72,430点に上り、大規模な美術コレクションとなっている。ラファエロ、ドナテッロ、ヴァン・ダイク、ジェームズ・ティソ、ヨルダーンス、レンブラント、ゴヤ、エル・グレコ、ダヴィッド、コロー、クールベ、トゥールーズ＝ロートレック、ドラクロワ、ルーベンス、ロダン、カミーユ・クローデル、シャルダンなどの作品を収蔵している。

## ギャラリー

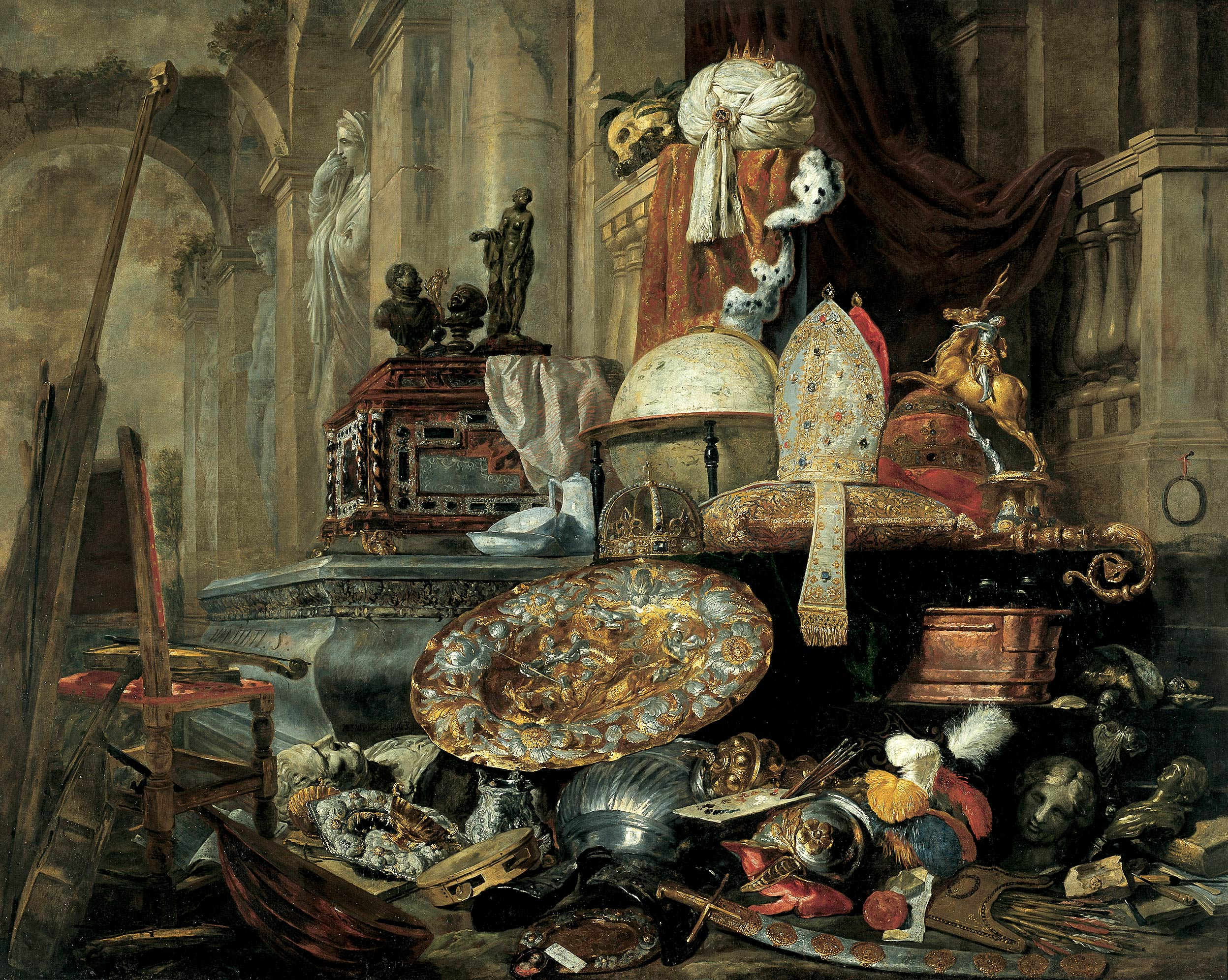
ピーテル・ボエル "Vanitas still life around a grave" (1663年)
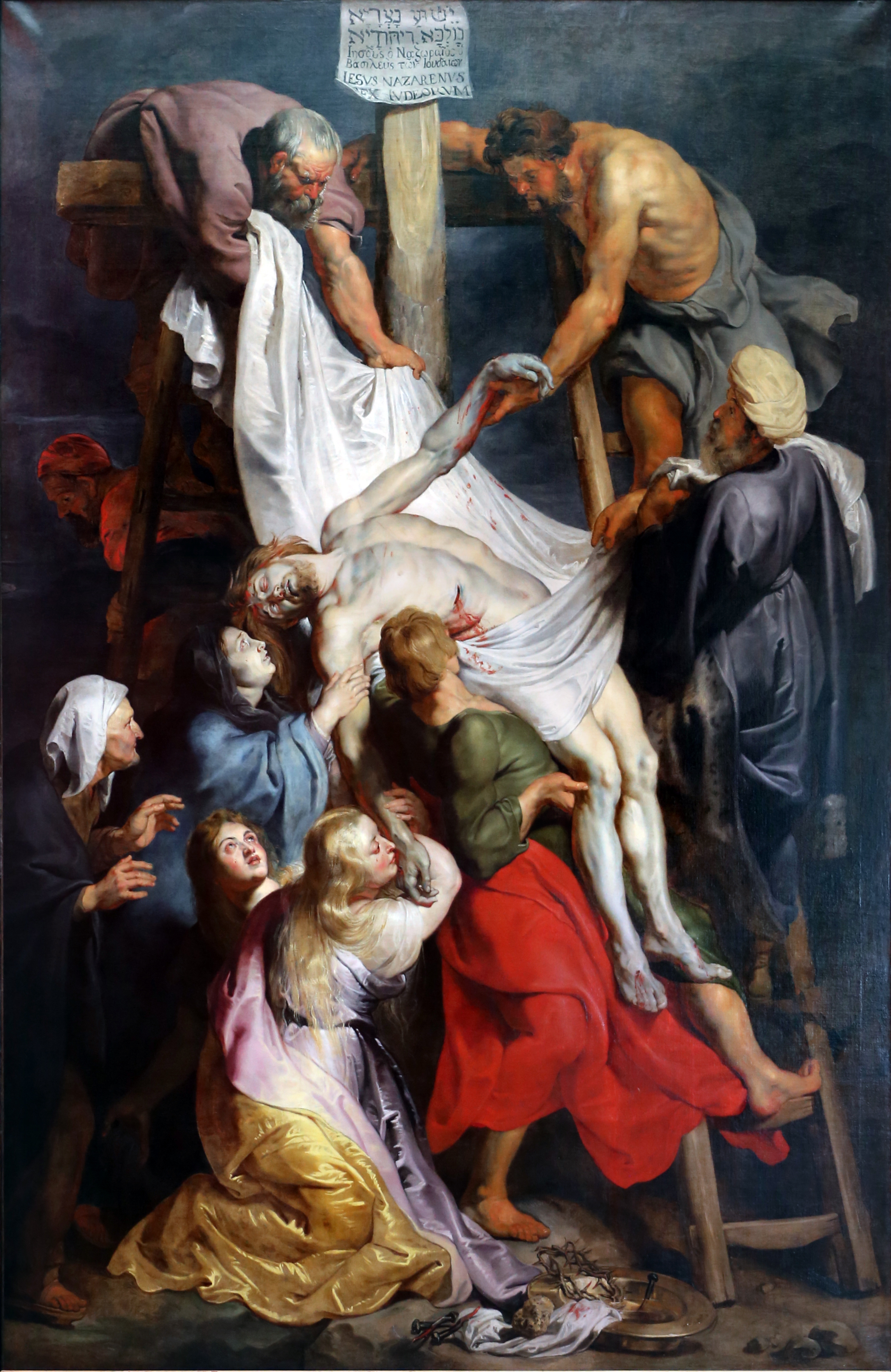
ピーテル・パウル・ルーベンス 『十字架降架』(1616年-1617年)
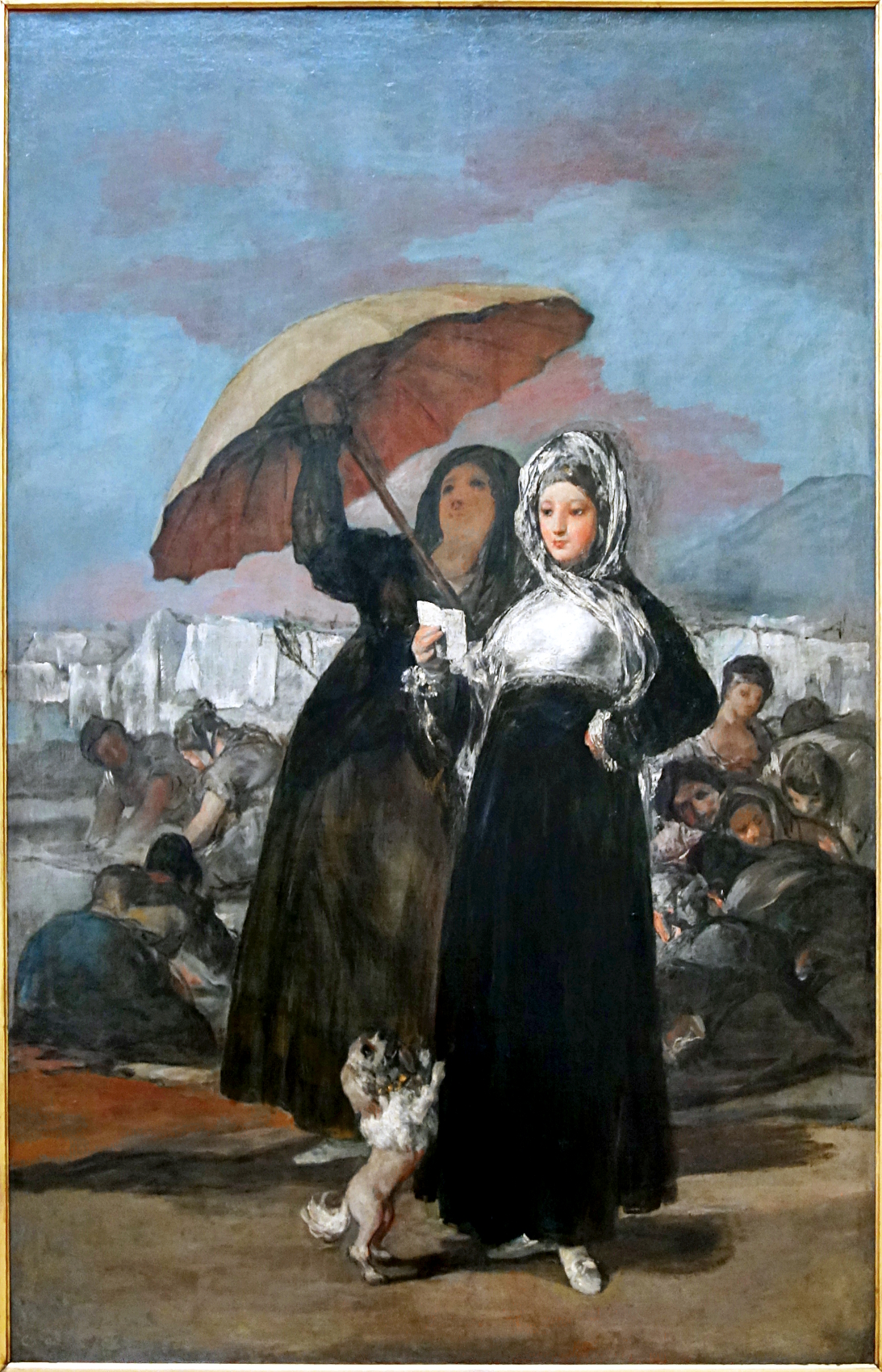
フランシスコ・デ・ゴヤ『手紙』(1814年-1819年頃)
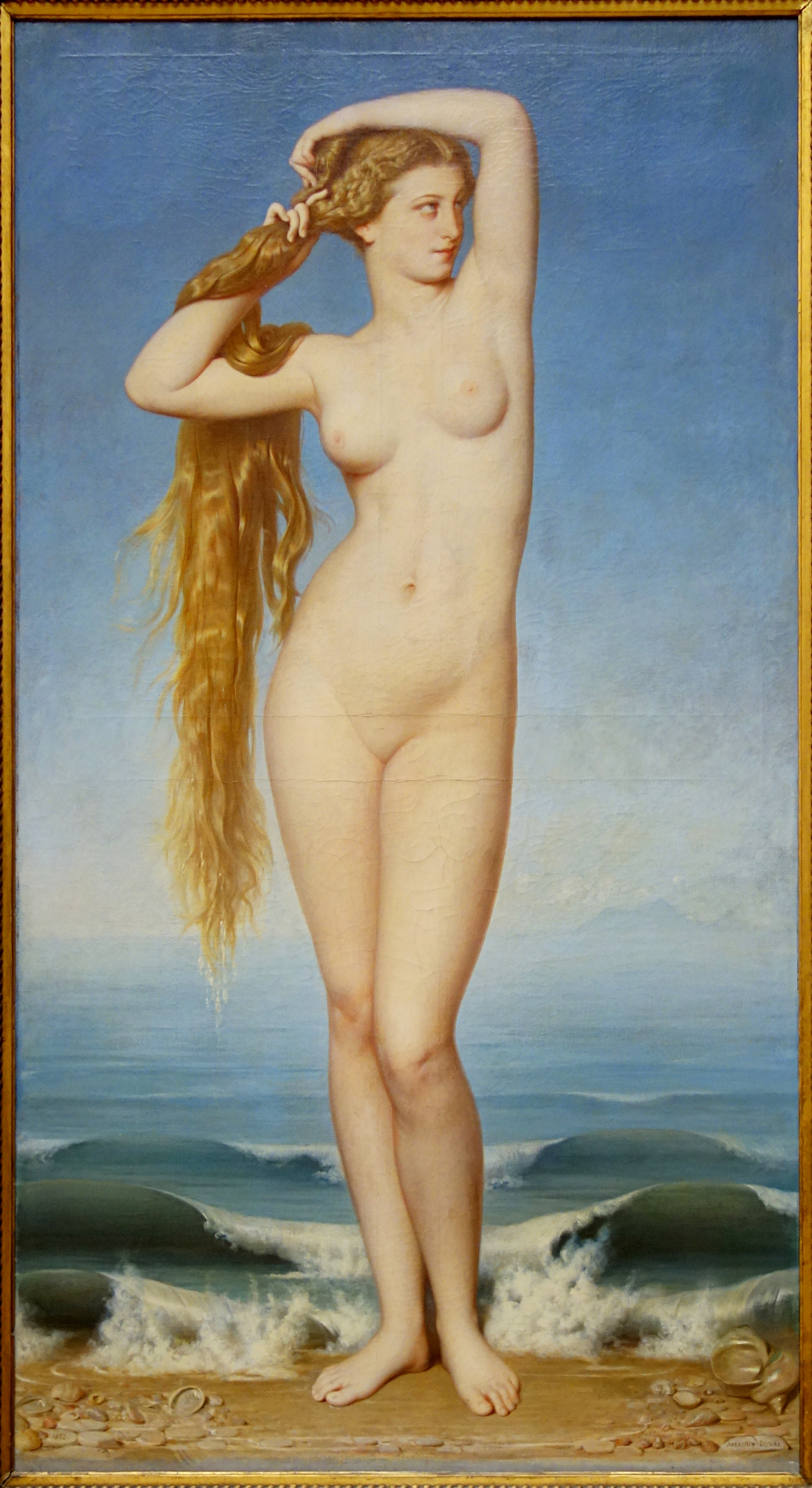
ウージェーヌ・アモーリ＝デュヴァル『ヴィーナスの誕生』(1862年)
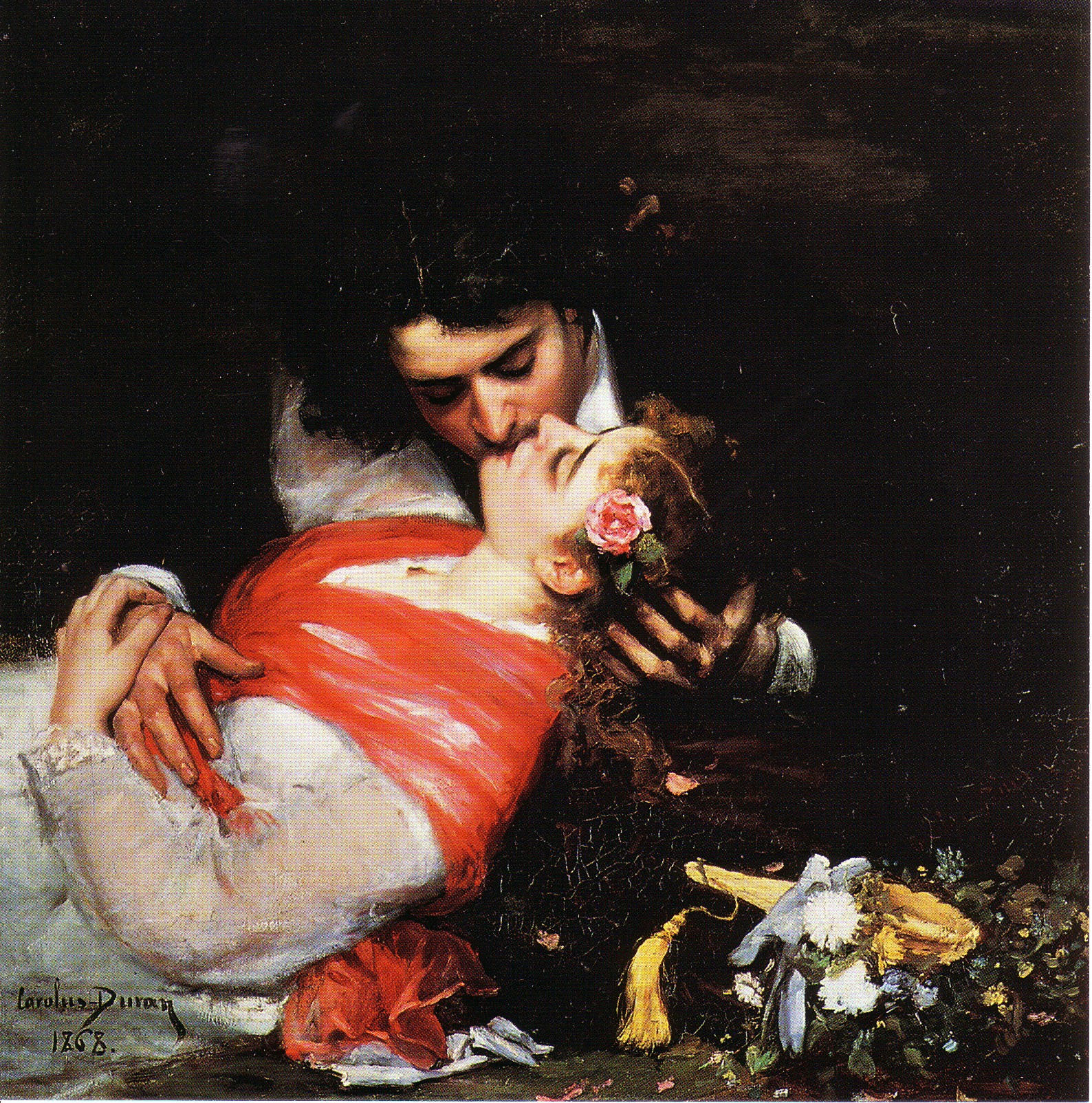
カロリュス＝デュラン 『接吻』(1868年)
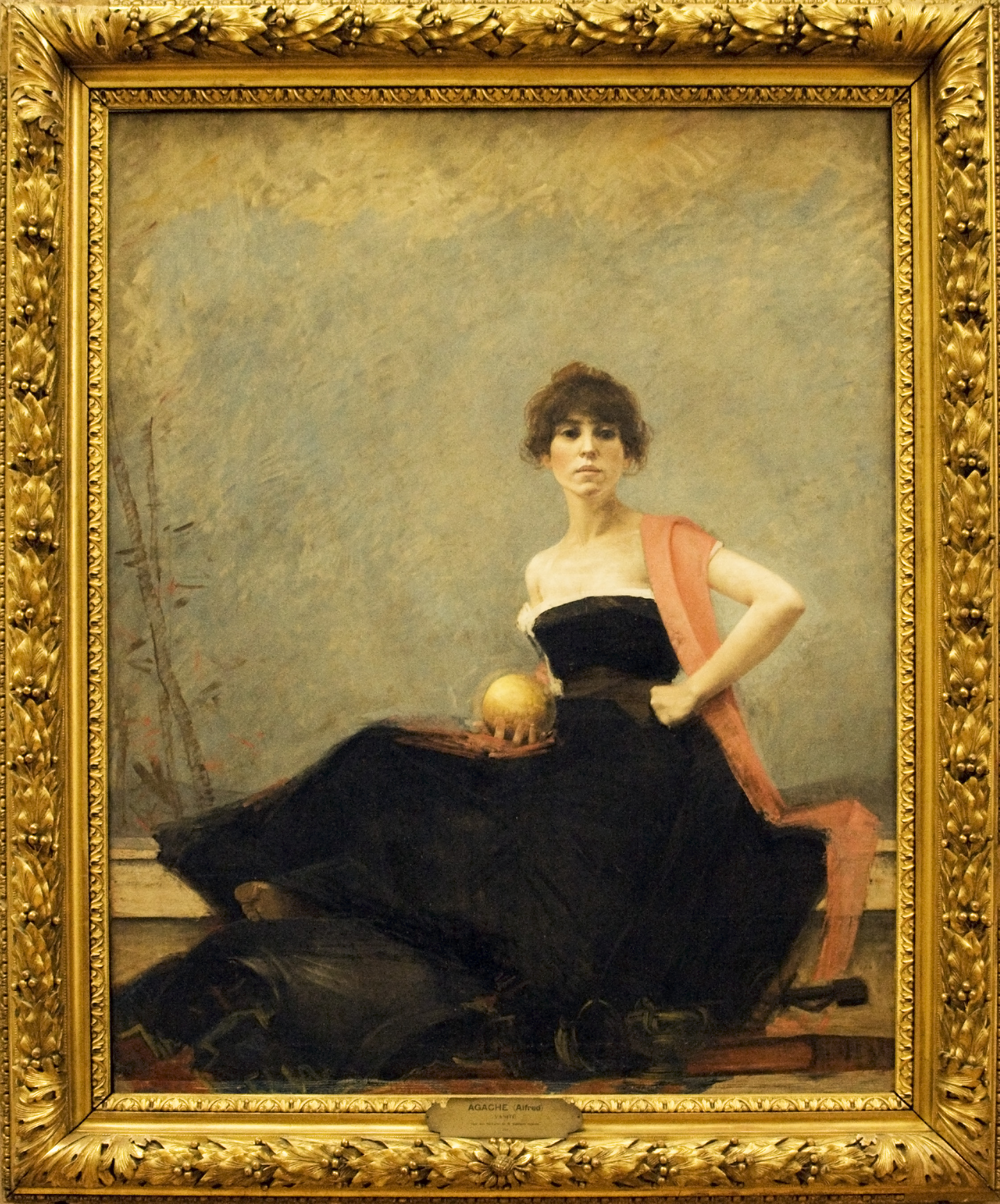
アルフレッド・アガッシュ 『虚栄(Vanity)』(1885年)

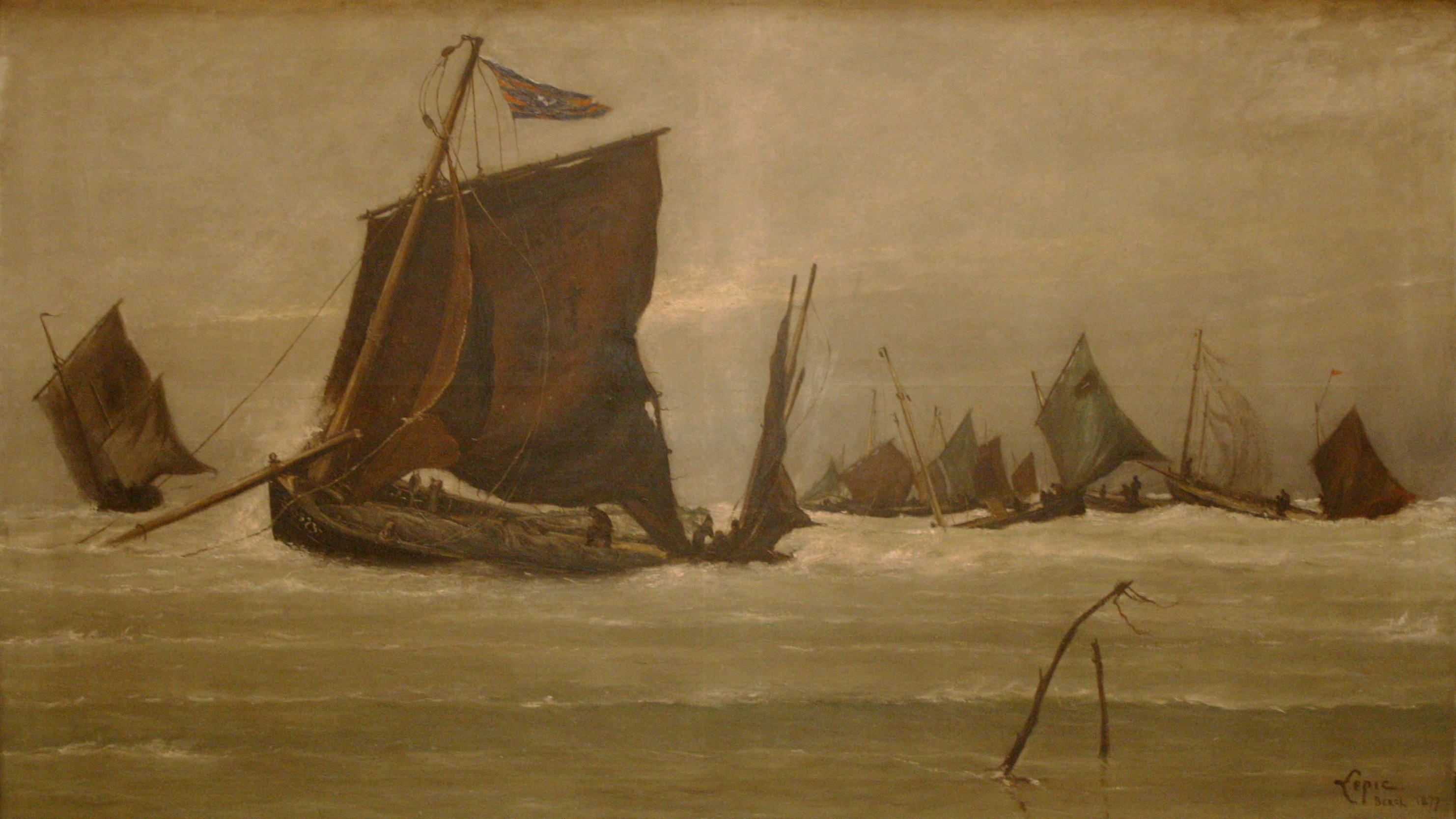
リュドヴィック＝ナポレオン・ルピック Bateaux de pêche rentrant à Berck
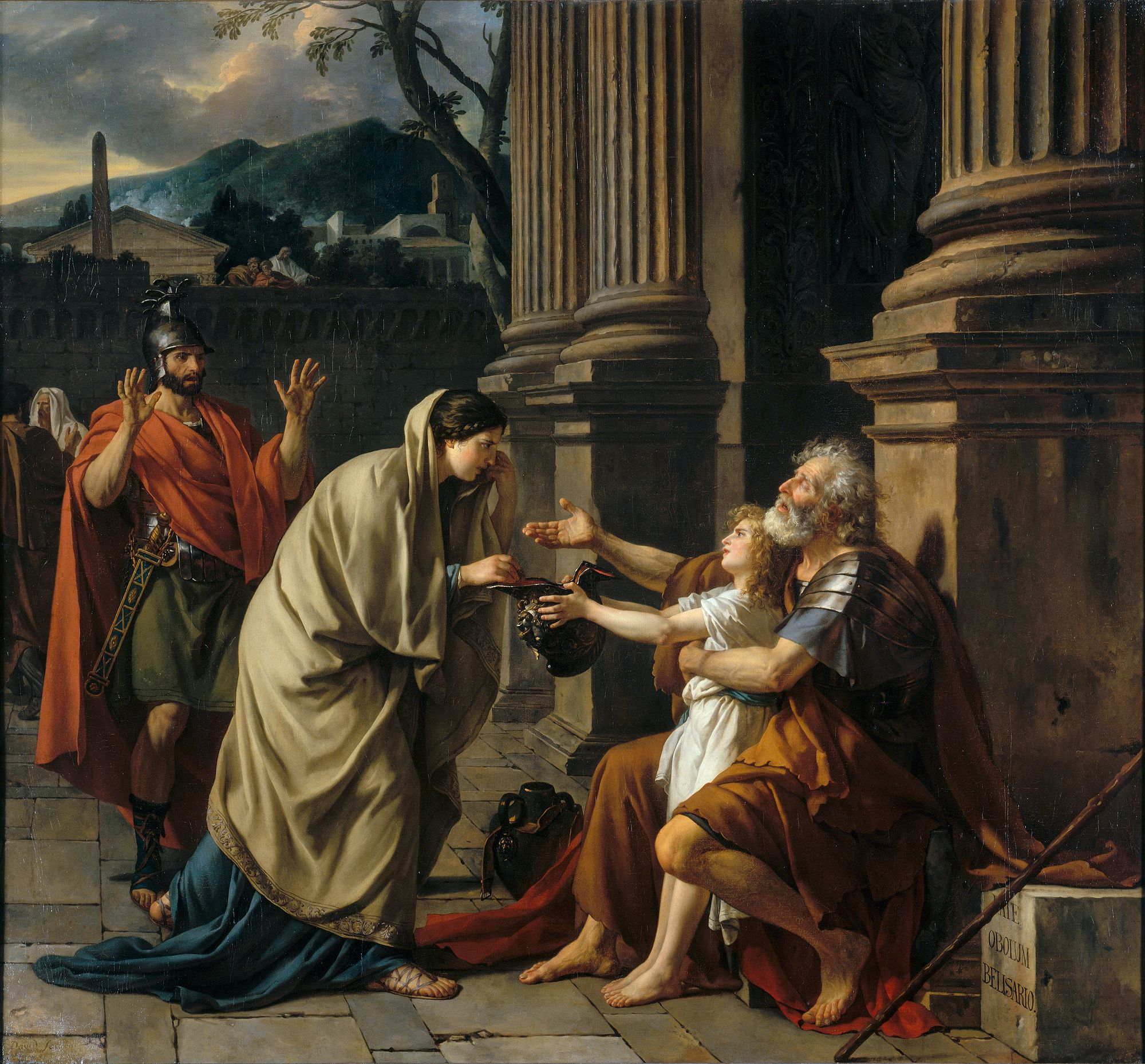
ジャック＝ルイ・ダヴィッド 『施しを乞うベリサリウス』(1781年)
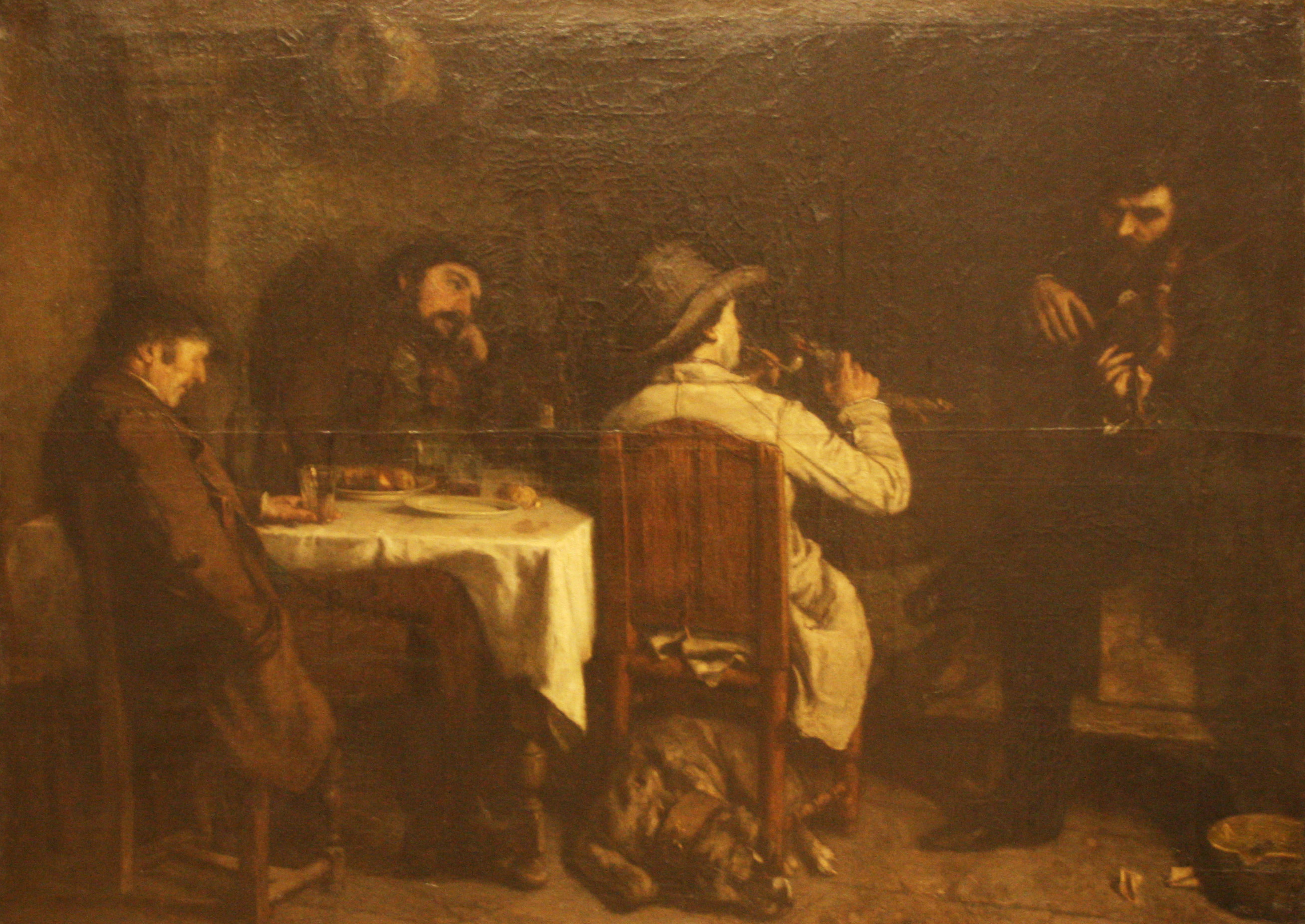
ギュスターヴ・クールベ L’Après-dîner à Ornans
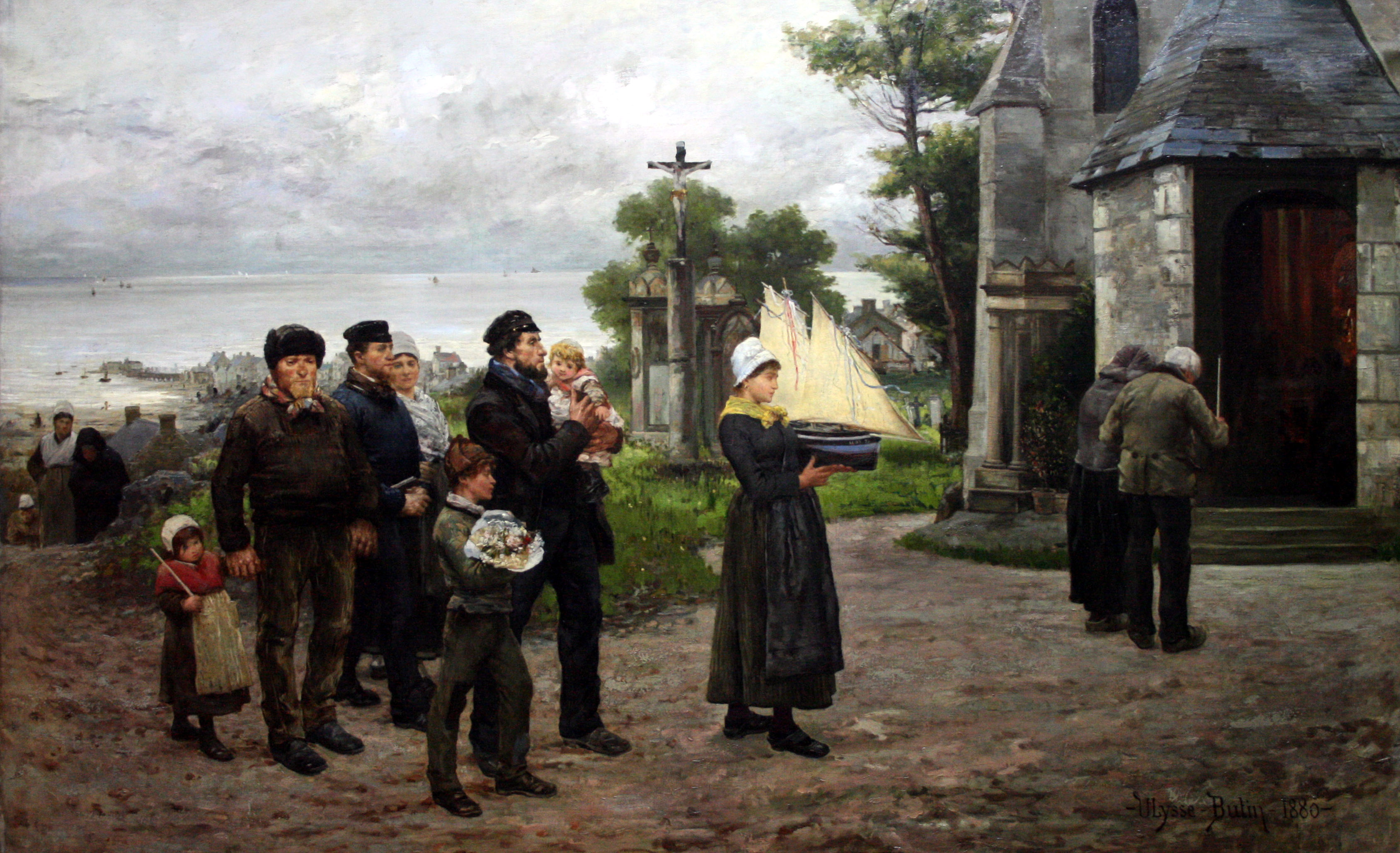
ユリス・ビュタン L'Ex-voto
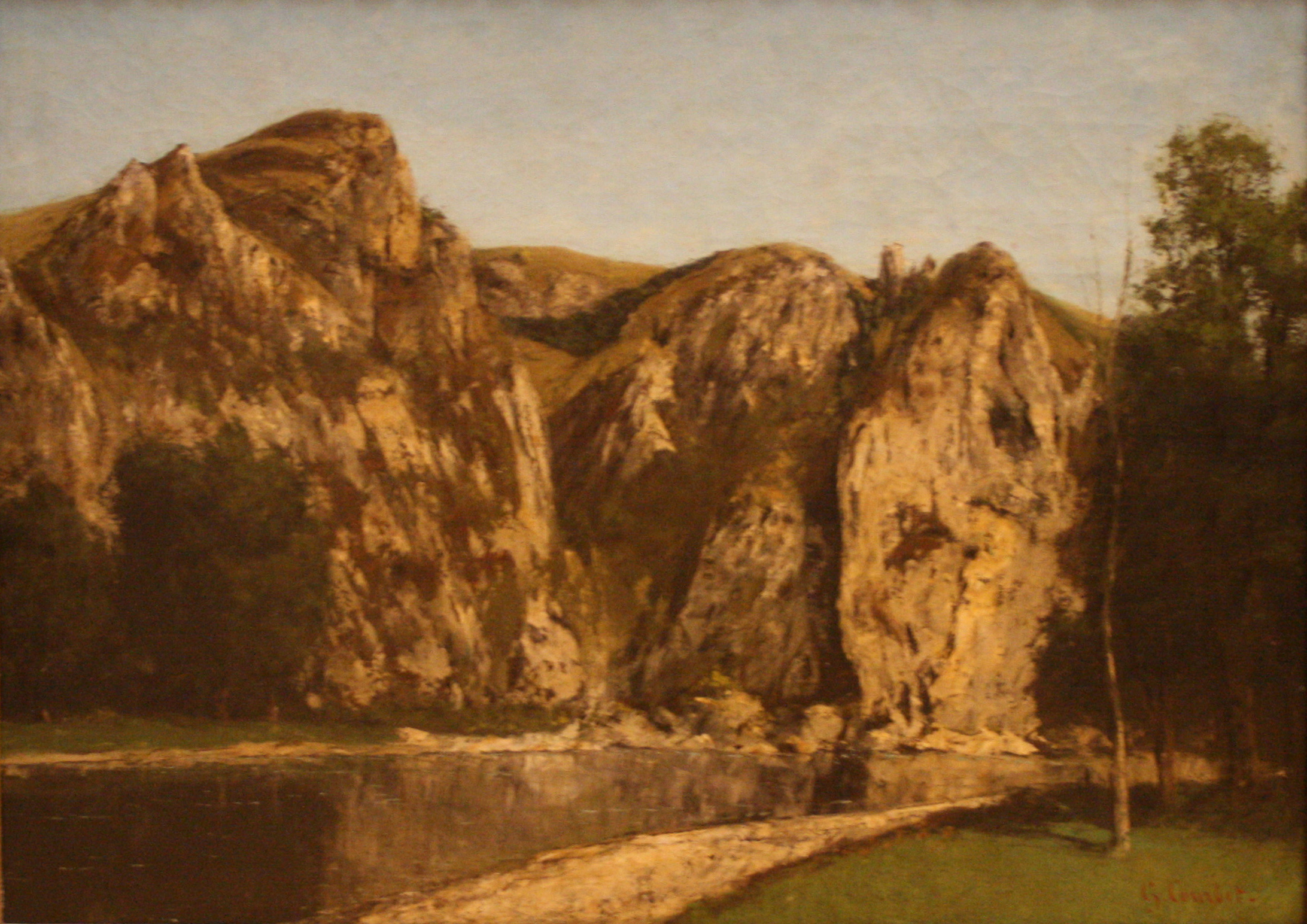
ギュスターヴ・クールベ Meuse River in Freyr
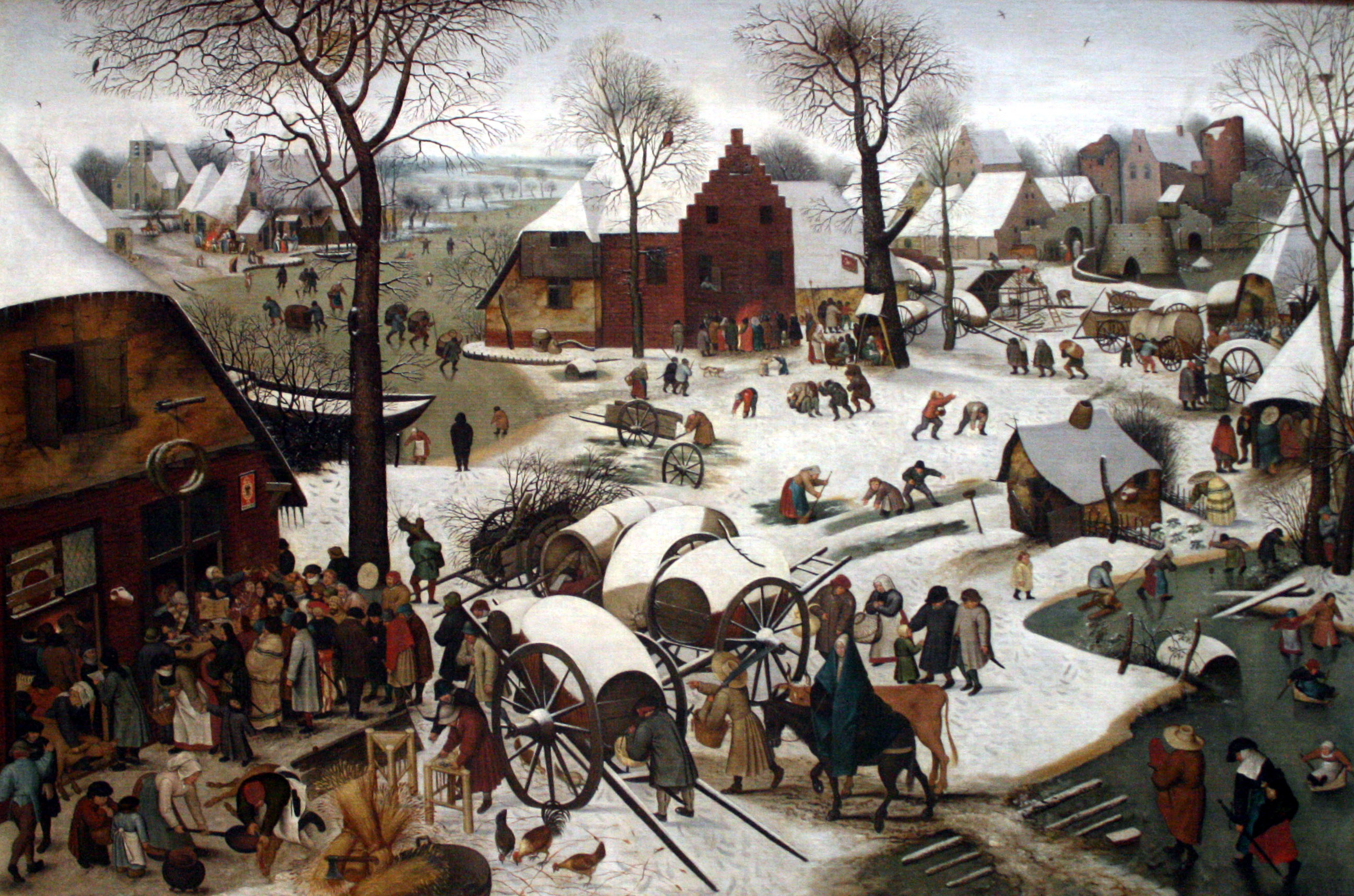
ピーテル・ブリューゲル (子) Le Dénombrement de Bethléem
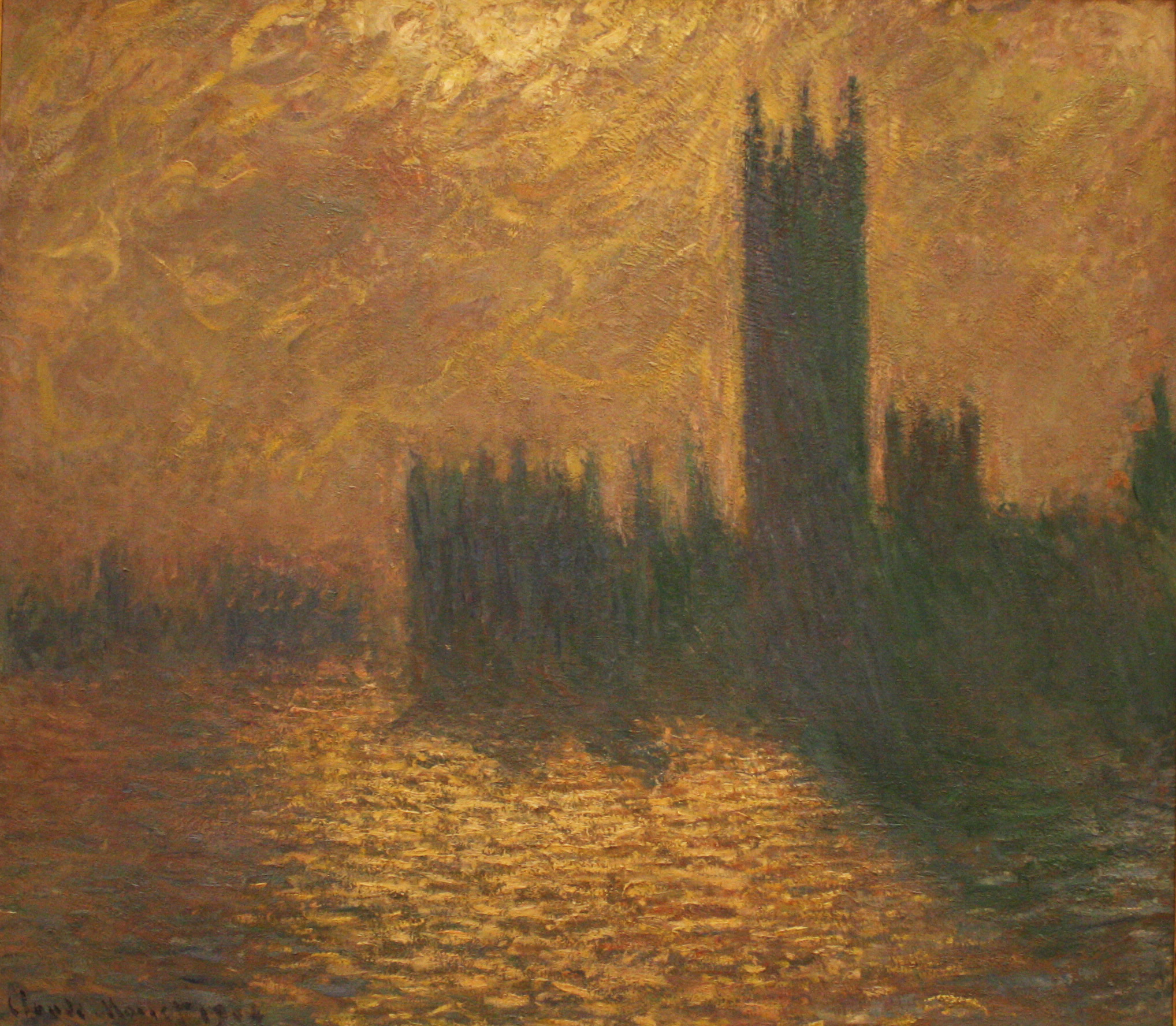
クロード・モネ Los edificios del Parlamento de Londres
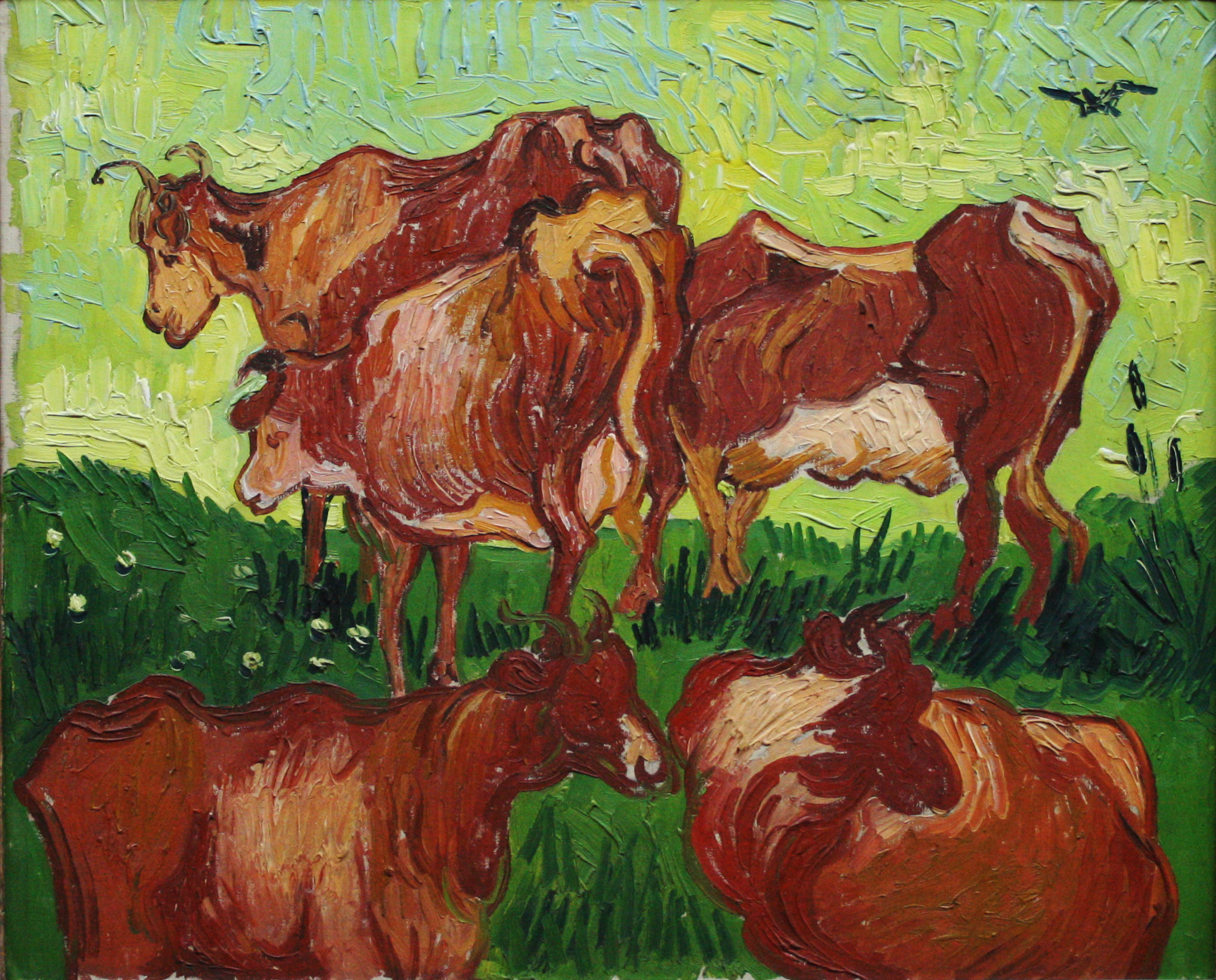
フィンセント・ファン・ゴッホ Las vacas
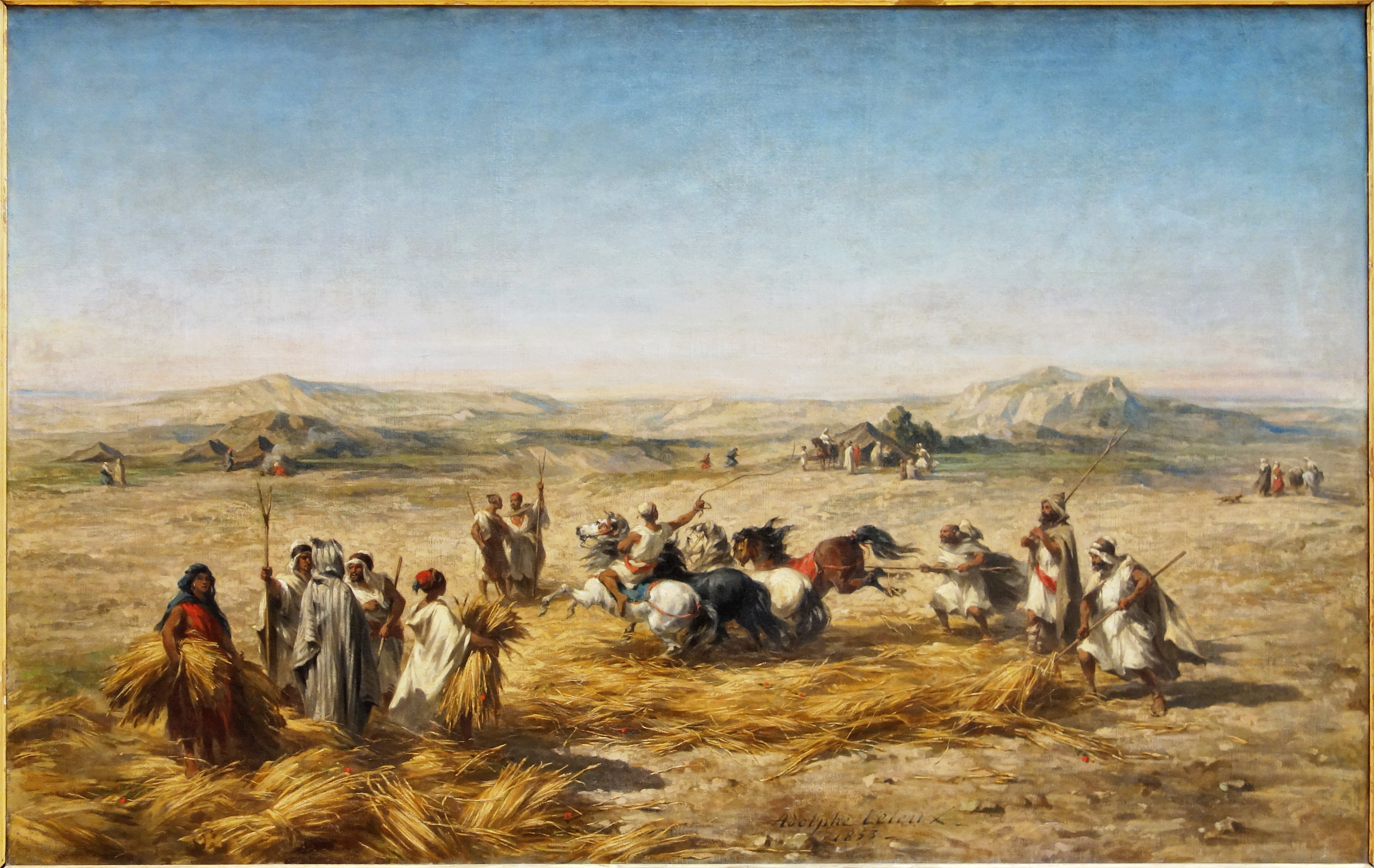
アドルフ・ピエール・ルルー 『アルジェリアでの小麦の収穫』(1853年)